# Helen Sung
Helen Sung (née à Houston dans le Texas) est une pianiste de jazz américaine. Elle habite à New York où elle a l'habitude de jouer dans le groupe de Lonnie Plaxico, avec Steve Wilson, Scott Tixier et Kenny Grohowski.

## Discographie
- en ligne - Live At The Blue Note
- 2004 - PUSH
- 2006 - Helenistique
- 2007 -  Lonnie Plaxico Group (live at the Stone)
- 2007 - "Sungbird (after Albeniz)"
- 2009 - "Ronnie" (Ronnie Cuber/Steeplechase)